# Нововерхненемецкий язык
Нововерхненемецкий язык (нем. Neuhochdeutsch) — последняя ступень исторического развития немецкого языка наряду с древне-, средне- и ранненововерхненемецким периодами, начинающаяся с середины XVII века и продолжающаяся по сей день. Изначально нововерхненемецкий считался литературным языком северной и центральной Германии, на юге страны он стал употребляться только с середины XVIII века, так как в этой области был распространён южнонемецкий письменный язык (нем. Oberdeutsche Schreibsprache).
За три столетия новый немецкий язык претерпел многочисленные изменения лексического строя (в отличие от предыдущих периодов, в которых основные изменения носили морфологический и особенно фонетический характер). В XVIII—XIX веках происходит активное нормирование грамматической системы немецкого языка Иоганном Кристофом Аделунгом, братьями Якобом и Вильгельмом Гримм. Последние также внесли значительный вклад в исследование истории немецкого языка. В конце XIX века Конрадом Дуденом был издан словарь, который обеспечил нормирование орфографии нововерхненемецкого языка. За последнее столетие единственным крупным изменением в структуре языка стало реформирование правописания в 1996 году.